# Nominativ–ackusativa språk
Nominativ–ackusativa språk (eller bara ackusativa språk) kallas de språk som grupperar subjekt för sig och objekt för sig, både i transitiva och intransitiva fraser. Svenska är, liksom de flesta andra språken i Europa, ett exempel på ett nominativ–ackusativt språk.
Motsatsen till nominativ–ackusativa språk kallas ergativ–absolutiva språk, bland annat baskiska och grönländska.
Vissa språk har både ackusativiska och ergativiska drag, bland annat georgiska. Det kallas kluven ergativitet.
Andra typer är aktiv–stativa språk och nominativ–absolutiva språk (absolutiva språk).